# Jan Komolka
Jan Komolka (ur. 19 czerwca 1947 w Poznaniu) – polski pisarz, Laureat Nagrody Kościelskich.
Ukończył filologię polską na Uniwersytecie im. Adama Mickiewicza w Poznaniu. Pracował krótko z młodzieżą jako wychowawca, w latach 1975–1976 był sekretarzem literackim Teatru Nowego w Poznaniu.
Otrzymał I nagrodę w konkursie prozatorskim Spółdzielni Wydawniczej „Czytelnik” w 1975. Laureat Nagrody Kościelskich (1981) za powieść Ucieczka do nieba, wydaną w 1980. Współautor scenariusza filmu o Sofijówce. Należy do Stowarzyszenia Pisarzy Polskich.